# Facundo Mansilla
Zahir Facundo Mansilla (Rosario, 27 febbraio 1999) è un calciatore argentino, difensore del Central Córdoba (SdE) in prestito dal Newell's Old Boys.

## Carriera
Cresciuto nel settore giovanile del Newell's Old Boys, debutta in prima squadra il 17 maggio 2021 in occasione dell'incontro Copa Argentina perso 1-0 contro il Sarmiento (J). Il 3 settembre seguente rinnova il proprio contratto fino al 2023.

## Statistiche

### Presenze e reti nei club
Statistiche aggiornate al 2 maggio 2025.
| Stagione                 | Squadra                  | Campionato               | Campionato | Campionato | Coppe nazionali | Coppe nazionali | Coppe nazionali | Coppe continentali | Coppe continentali | Coppe continentali | Altre coppe | Altre coppe | Altre coppe | Totale | Totale |
| Stagione                 | Squadra                  | Comp                     | Pres       | Reti       | Comp            | Pres            | Reti            | Comp               | Pres               | Reti               | Comp        | Pres        | Reti        | Pres   | Reti   |
| ------------------------ | ------------------------ | ------------------------ | ---------- | ---------- | --------------- | --------------- | --------------- | ------------------ | ------------------ | ------------------ | ----------- | ----------- | ----------- | ------ | ------ |
| 2021                     | Newell's Old Boys        | PD                       | 14         | 1          | CA+CdL          | 1+0             | 0               | CS                 | 2                  | 0                  | -           | -           | -           | 17     | 1      |
| 2022                     | Newell's Old Boys        | PD                       | 14         | 0          | CA+CdL          | 2+0             | 0               | -                  | -                  | -                  | -           | -           | -           | 16     | 0      |
| 2023                     | Newell's Old Boys        | PD                       | 16         | 1          | CA+CdL          | 1+6             | 0               | CS                 | 3                  | 0                  | -           | -           | -           | 26     | 1      |
| Totale Newell's Old Boys | Totale Newell's Old Boys | Totale Newell's Old Boys | 44         | 2          |                 | 10              | 0               |                    | 5                  | 0                  |             | -           | -           | 59     | 2      |
| 2024                     | Sport Boys               | L1                       | 24         | 0          | CP              | 0               | 0               | -                  | -                  | -                  | -           | -           | -           | 24     | 0      |
| 2025                     | Central Córdoba (SdE)    | PD                       | 2          | 0          | CA              | 1               | 0               | CL                 | 0                  | 0                  | SA          | -           | -           | 3      | 0      |
| Totale carriera          | Totale carriera          | Totale carriera          | 70         | 2          |                 | 11              | 0               |                    | 5                  | 0                  |             | -           | -           | 76     | 2      |